# Long Time Ago
A Long Time Ago a nigériai Dr. Alban 1997-ben megjelent kislemeze az I Believe című albumról. A dal remixeit Sash! és Ari Lehtonen készítette.

## Tracklista
CD Maxi
1. "Long Time Ago" (bundes radio mix) - 4:12
2. "Long Time Ago" (sash! mix) - 3:08
3. "Long Time Ago" (album version) - 3:27
4. "Long Time Ago" (sash! extended) - 5:08
5. "Long Time Ago" (ari's dr. records remix) - 4:24

12 kislemez
1. "Long Time Ago" (sash! extended) - 5:08
2. "Long Time Ago" (album version) - 3:27
3. "Long Time Ago" (bundes radio mix) - 4:12
4. "Long Time Ago" (ari's dr. records remix) - 4:24

## Közreműködő előadók
- Martina Edoff, Monica Löfgren, Therese Grankvist - háttérvokál
- Sash!, Ari Lentonen - remixek

## Slágerlista
| Slágerlista (1997)                   | Legmagasabb helyezés |
| ------------------------------------ | -------------------- |
| Finnország (Suomen virallinen lista) | 15                   |
| Svédország                           | 55                   |